# Аллен (Италия)
Алле́н (фр. Allein МФА: [alɛ̃]о файле) — коммуна в Италии, располагается в автономной области Валле-д’Аоста.
Население составляет 249 человек (2008 г.), плотность населения составляет 32 чел./км². Коммуна занимает площадь 8,19 км². 
Почтовый индекс — 11010. Телефонный код — 0165.
Покровителем коммуны почитается святой первомученик Стефан, празднование 26 декабря.

## Демография
Динамика населения: